# Dźńaneśwar

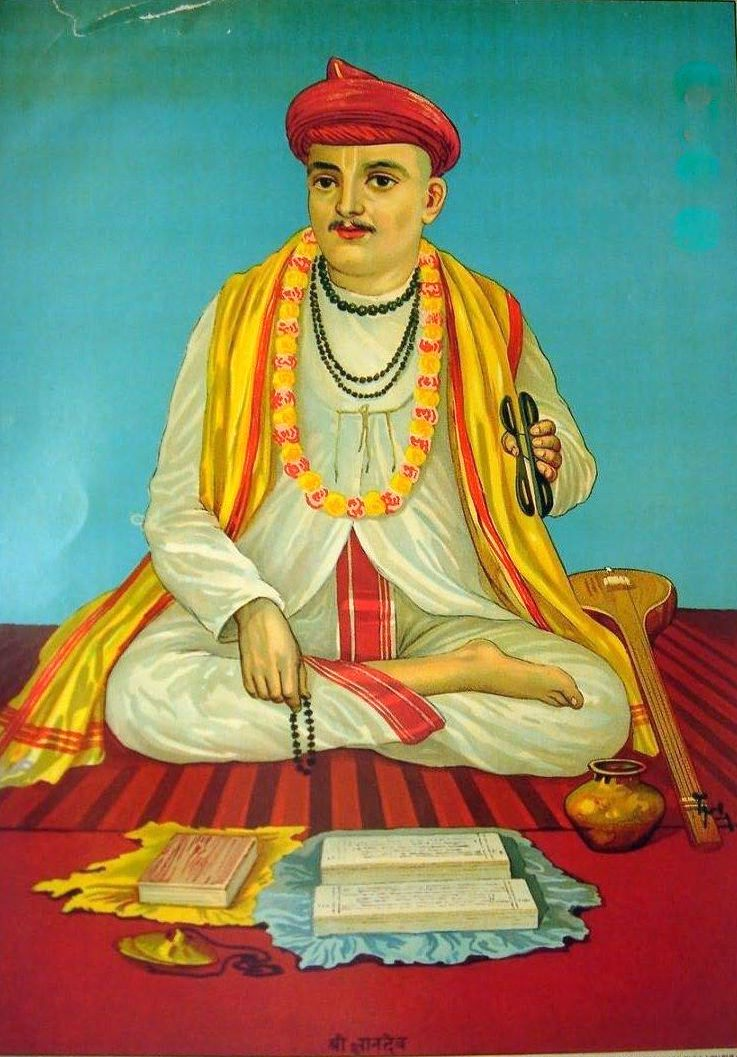
Dźńaneśwar

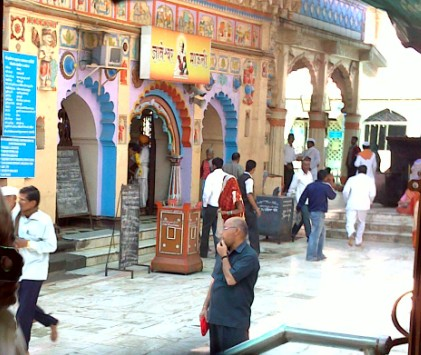
Wejście do świątyni Dźńaneśwara w Alandi

Dźńaneśwara (marathi: ज्ञानेश्वर, trl. dźńāneśwar, ang. Dnyaneshwar) (ok. 1275–1296) – indyjski filozof, mistyk, jogin i święty hinduistyczny. Pierwszy wielki poeta tworzący w języku Marathów – marathi.

## Inne imiona
Nieco odmienne formy brzmienia od sanskryckiego imienia świętego, spotyka się w języku marathi. Jednakże oscylują one wokół terminów: iśwara, dźńana i dewa:
- Dźńaneśwar
- Dźńanadewa – trl. jñānadeva
- Dźńanoba – trl. jñānoba
- Dnjaneśwar
- Dnjandew.

## Życiorys
Dźńaneśwara urodził się około 1275 w Apegaon (obecnie w zachodnioindyjskim stanie Maharasztra) w rodzinie powiązanej z tradycją śiwaicką. Rodzeństwo to starszy brat Niwryttinatha, młodszy brat Sopanadewa, siostra Muktabai. Tradycja głosi że cała ta czwórka była manifestacjami hinduistycznych bóstw:
- Śiwa ⇒ Niwryttinatha,
- Wisznu ⇒ Dźńaneśwara,
- Brahma ⇒ Sopanadewa,
- Ćitkala ⇒ Muktabai[2].

Już jako nastolatek zyskał uznanie jako guru i tworzył dzieła filozoficzne.
Możliwe, że przebywał na dworze radży Ramadewy Rao w Dewagiri.
W drodze do sławnego lokalnego miejsca pielgrzymkowego – świątyni Withoby w Pandharpur, około roku 1293, napotkał Namadewę. Razem kontynuowali wędrówkę po Indiach, szerząc kult Witthali i saguniczną tradycje santów.
W 1296, w wieku dwudziestu jeden lat, podjął decyzję o zakończeniu ziemskiego życia i pogrążył się w samadhi. Miejsce odejścia to Alandi, gdzie do dziś kultem otacza się świątynię „grobu” – sandźiwansamadhi Dźńaneśwara. Istnienie drugiej takiej świątyni w Apegaon, miejscu urodzin, niektóre źródła uznają za argument o istnieniu dwóch Dźńaneśwarów.

## Droga duchowa
- Dźńaneśwara urodził się w rodzinie powiązanej z tradycją nathów[3].
- Był wyznawcą Kryszny, w tym szczególnie Witthala identyfikowanego z Kryszną.
- Za swoich guru uważał postacie o imionach: Matsjendranatha, Goraksza, Gahininath, Niwrytinath[5].
- Wielbił Krysznę w postaci osobistego ziemskiego guru. Pojmował samego boga Krysznę jako guru najwyższego[6].
- Został zainicjowany do tradycji nathów, jednak krytycznie wyrażał się o stosowanych przez ten nurt technik i rytuałów[7].

## Dzieła
Święty tworzył w językach marathi i hindi:
- Dźńaneśwari (Bhawarthadipika, Objaśnienie kształtów bytu[3])
- Amrytanubhawa (Anubhawamryta, Nektar poznania[3], Doświadczenie nieśmiertelności[8])
- abhangi.

## Doktryna
- Poglądy Dźńaneśwara stanowią syntezę filozoficzną, której elementy wyjściowe to:
  - tradycja nathów
  - śiwaizm kaszmirski (Śiwasutry)
  - adwajtawedanta
  - upaniszady
  - Jogawasisztha
- Absolut Amrytanubhawa przedstawia jako dwie wzajemnie uzupełniające się zasady i świadomości: Śiwa i Śakti, które kreują i utrzymują i unicestwiają świat.

Kiedy stwarzają realny świat, jest to wyraz ich miłości. Każda materialna forma to wibracja, analogiczna do nauk ze szkoły spanda.
- Wyzwolenie dzieli Dźńaneśwara na pośrednie i ostateczne, kładąc nacisk na to pierwsze określane terminem akrytibhakti (naturalne, niesztuczne bahkti[10]).

Jest to stan świadomości będący zjednoczeniem z bogiem, jednak nieznoszący odrębności jednostki. Powoduje jednak iż świadomość boga jest równocześnie świadomością bhakty. Wypływ duchowej miłości (prema) z jaźni czciciela do jaźni bóstwa jest warunkiem zaistnienia tego stanu. Ostatecznie dochodzi do odpowiedzi boga na miłość bhakty. Bóstwo przyjmuje postawę analogiczną do kochającej kobiety w relacji z ukochanym i ma miejsce zwrotny przepływ mistycznej miłości z jaźni bóstwa do jaźni czciciela. Tak cel duchowej drogi objaśnia Dźńaneśwari.